# Acrostatheusis apicitincta
Acrostatheusis apicitincta är en fjärilsart som beskrevs av Louis Beethoven Prout 1915. Acrostatheusis apicitincta ingår i släktet Acrostatheusis och familjen mätare. Inga underarter finns listade i Catalogue of Life.